# Ilyas Afandiyev
Pour les articles homonymes, voir Afandiyev.
Ilyas Afandiyev (en azerbaïdjanais: Əfəndiyev İlyas) (Karyagin, 26 mai 1914 - Bakou, 3 octobre 1966) est un écrivain azerbaïdjanais et soviétique, membre de l'Union des écrivains d'Azerbaïdjan (1940), artisan honoraire de l'Azerbaïdjan (1960), lauréat du prix d'État d'Azerbaïdjan (1972) et écrivain populaire d'Azerbaïdjan (1979).

## Biographie
Ilyas Afandiyev est né le 26 mai 1914 à Karyagin, Empire russe (aujourd'hui Fuzuli, Azerbaïdjan).
En 1938, il est diplômé de l'Institut pédagogique d'État Lénine d'Azerbaïdjan à Bakou. En 1939, sa collection Lettres du village est publiée. En 1945, sa collection d'histoires Nuits sereines est publiée. Les collections sont dédiées à l'intelligentsia soviétique.
Afandiyev a également été noté comme un dramaturge couvrant des thèmes psychologiques qui sont toujours joués. Il est l'auteur de romans, d'esquisses et d'articles critiques littéraires.
Afandiyev est décédé le 3 octobre 1996 à Bakou et a été enterré dans l'Allée d’honneur de la ville.

## Travaux

### Pièces
- Attente (1940)
- Voies brillantes (1947)
- Inondations printanières (1948)
- La famille des Atayevs (1954)
- Tu es toujours avec moi (1965)
- Ma culpabilité (1969)
- Un diable est venu d'un désert de feu
- Un lustre pour dix mantas
- Croyez en nous
- Je ne peux pas oublier (1968)
- Journaux effacés (1970)
- La chanson est restée dans les montagnes (1971)
- Garçon bizarre (1973)
- Voix venant des jardins (1976)
- Khourchidbanou Natavan (1980)
- Dans le palais de cristal
- Cheikh Khiyabani (1986)
- Notre étrange destin (1988)
- Couples amoureux en enfer (1989)
- Un seul oléaster (1991)
- Hommes sensibles et fous (1992)
- Le souverain et une fille (1994)[4]

### Romans
- Canal de saule (1958)
- Pont Cornel (1960)
- Trois amis au-delà des montagnes (1964)
- Platane de khan
- Conte de fées de Bulbul et Valeh (1976-1978)
- Vieil homme, ne regarde pas en arrière (1980)